# The Getty Address
The Getty Address es el cuarto álbum de estudio de la banda estadounidense de rock experimental Dirty Projectors. El álbum es un álbum conceptual y se describe como "una ópera fallida" sobre el músico Don Henley, aunque también explora temas como el México antiguo, la [[atentados del 11 de septiembre de 2001|América posterior al 11 de septiembre y el petróleo.

## Antecedentes y grabación
El álbum cuenta con más de 25 músicos, la mayoría de los cuales contribuyeron al respaldo orquestal y coral del álbum. Estas partes se grabaron en la Universidad de Yale, así como en otros lugares de New Haven, Connecticut, durante un período de cinco meses y se cortaron digitalmente para crear los respaldos del álbum. Dave Longstreth luego superpuso su propia voz, guitarra, bajo y otros instrumentos para crear las canciones del álbum. Aunque la letra se ha descrito como un galimatías, las palabras en realidad cuentan una narración que comienza con Don Henley contemplando el suicidio y termina con una nueva entrega de las canciones de Longstreth que involucra pinzones marrones.
Jason Crock, en una reseña para Pitchfork, por ejemplo, señaló que "la completa deconstrucción de los elementos clásicos de Longstreth le da cierta prioridad al tema de la colonización [de la "confrontación entre Hernán Cortés y los aztecas a principios del siglo XVI"]".
En una carta a Don Henley de los Eagles, Longstreth describió los temas ambiciosos del álbum como un examen de la cuestión de "qué es la naturaleza salvaje en un mundo completamente circunscrito por carreteras, una vez que el Destino Manifiesto no tiene adónde ir, pero al final es un amor". A pesar de parecer una "escucha inconexa" en la que las canciones arrojan "verso-estribillo-verso por la ventana", Jon Pareles, del New York Times, considera que el álbum es "mucho más una ópera de cámara contemporánea que indie". -roca." Sus "disonancias y complejidades" yuxtaponen lo "sostenido con lo puntillista", reflejando los vagabundeos "pensativos pero inquietos" de los personajes.

## Lanzamiento
Se lanzó una versión ligeramente resumida como DVD con videos animados originales dirigidos por James Sumner en 2005 para todas las canciones excepto "Tour Along the Potomac", "Jolly Jolly Jolly Ego", "Drilling Profitably" y "Finches 'Song at Oceanic Parking Lot". ."
En 2010, Dirty Projectors colaboró con Alarm Will Sound para crear una versión en vivo de The Getty Address. La transcripción y los arreglos estuvieron a cargo de los miembros de Alarm Will Sound, Matt Marks, Alan Pierson y Chris Thompson. La pieza fue interpretada por ambos grupos en el Lincoln Center, Disney Hall y el Barbican Centre]].

## Recepción
The Getty Address ha recibido elogios generalizados de críticos de música contemporánea y reseñas retrospectivas.
En su lista de los mejores álbumes conceptuales, Consequence of Sound clasificó a The Getty Address en el número uno.

## Lista de canciones
Todas las canciones escritas y compuestas por David Longstreth. 
| N.º | Título | Duración |  |
| 1.  | «I Sit on the Ridge at Dusk»                                                                               | 4:55     |  |
| 2.  | «But in the Headlights»                                                                                    | 1:50     |  |
| 3.  | «Warholian Wigs»                                                                                           | 4:32     |  |
| 4.  | «I Will Truck»                                                                                             | 5:17     |  |
| 5.  | «D. Henley's Dream»                                                                                        | 4:18     |  |
| 6.  | «Gilt Gold Scabs»                                                                                          | 5:27     |  |
| 7.  | «Ponds & Puddles»                                                                                          | 3:50     |  |
| 8.  | «Not Having Found»                                                                                         | 4:43     |  |
| 9.  | «Tour Along the Potomac»                                                                                   | 4:13     |  |
| 10. | «Jolly Jolly Jolly Ego»                                                                                    | 5:34     |  |
| 11. | «Time Birthed Spilled Blood» (Uses a string figure from Grandfather's Hanging on Slaves' Graves & Ballads) | 3:03     |  |
| 12. | «Drilling Profitably»                                                                                      | 4:29     |  |
| 13. | «Finches' Song at Oceanic Parking Lot»                                                                     | 4:08     |  |